# Dulcy (film 1923)
Dulcy è un film muto del 1923 diretto da Sidney Franklin e interpretato da Constance Talmadge. Il soggetto è una delle trasposizioni cinematografiche della brillante commedia di Marc Connelly e George S. Kaufman, Dulcy, che venne presentata a Broadway nel 1921 restando in scena per 241 recite.

## Trama
Dulcy si dà da fare per agevolare la carriera del fidanzato, organizzando un party che dovrebbe spianargli la strada e farlo entrare nel mondo degli affari da protagonista. Ragazza piena di idee, ma anche un po' pasticciona, Dulcy ne combina di tutti i colori.

## Produzione
Il film venne prodotta dalla Constance Talmadge Film Company

## Distribuzione
Il film, uscito negli USA il 27 agosto 1923, fu distribuito dall'Associated First National Pictures. Attualmente, viene considerato perduto.

### Date di uscita
IMDb
- USA	27 agosto 1923
- Finlandia	27 ottobre 1924

## La commedia e le sue versioni cinematografiche
Dulcy, commedia in tre atti scritta da George S. Kaufman e Marc Connelly, fu uno dei successi di Broadway del 1921: messa in scena al Frazee Theatre, debuttò il 13 agosto, tenendo cartellone fino all'11 marzo 1922, per un totale di 241 rappresentazioni. Dulcinea (la Dulcy del titolo) era interpretata da Lynn Fontanne, nel ruolo che sullo schermo venne poi affidato a Constance Talmadge, Marion Davies e Ann Sothern.
Gli adattamenti cinematografici della commedia furono:
- Dulcy, regia di Sidney Franklin con Constance Talmadge (1923)
- Gabbia di matti, regia di King Vidor con Marion Davies (1930)
- Dulcy, regia di S. Sylvan Simon con Ann Sothern (1940)